# 玛丽亚·马莫舒克
玛丽亚·鲁斯拉诺夫娜·马莫舒克（1992年8月31日—）是一名白俄罗斯自由式摔跤运动员。白俄罗斯共和国自由式摔跤运动大师，白俄罗斯共和国国家队成员。欧洲冠军、奥运会和欧洲运动会奖牌获得者。